# Hispasat AG1
El Hispasat Generación Avanzada 1 (Hispasat AG1), también designado como Hispasat 36W-1, es un satélite de comunicaciones español que forma parte de la flota de Hispasat. 
Fue lanzado exitosamente a GTO el 28 de enero de 2017 desde el Puerto Espacial de Kourou y ofrece servicios de comunicaciones a España, Portugal, las Islas Canarias y América del Sur desde la posición geoestacionaria 36º Oeste.
El satélite fue construido por la compañía espacial alemana OHB y es el primero basado en su nuevo bus satelital SmallGEO. La carga útil fue producida por Tesat-Spacecom y consiste en 20 transpondedores de banda Ku y 3 de banda Ka.